# سنجاب نخلی بیافرایی
سنجاب نخلی بیافرایی (نام علمی: Epixerus wilsoni) نام یک گونه از تبار سنجاب درختی آفریقایی است.